# Sinatra Sings Days of Wine and Roses, Moon River, and Other Academy Award Winners
Sinatra Sings Days of Wine and Roses, Moon River, and Other Academy Award Winners, anche noto semplicemente come Academy Award Winners è un album del crooner statunitense Frank Sinatra, pubblicato nel 1964 dalla Reprise Records.

## Il disco
L'idea era quella di raccogliere una serie di canzoni molto popolari che avevano vinto un Premio Oscar e metterle insieme sullo stesso album, con nuovi arrangiamenti e con un'aggiunta di modernità. Si notano i primi due pezzi, entrambi di Henry Mancini, che ottennero un grande successo negli anni sessanta grazie ai rispettivi film I giorni del vino e delle rose e Colazione da Tiffany.
In realtà l'album, registrato in soli due giorni, non è considerato uno dei più grandi di Sinatra: il canto suona stanco ed annoiato, e le versioni originali di Bing Crosby sembrano essere di gran lunga inattaccate. L'arrangiatore è Nelson Riddle.

## Tracce
1. Days of Wine and Roses - (Mercer, Mancini)
2. Moon River - (Mercer, Mancini)
3. The Way You Look Tonight - (Fields, Kern)
4. Three Coins in the Fountain - (Styne, Cahn)
5. In the Cool, Cool, Cool of the Evening - (Mercer, Carmichael)
6. Secret Love - (Webster, Fain)
7. Swinging on a Star - (Burke, Van Heusen)
8. It Might as Well Be Spring - (Hammerstein, Rodgers)
9. The Continental - (Magidson, Conrad)
10. Love Is a Many-Splendored Thing - (Webster, Fain)
11. All the Way - (Cahn, Van Heusen)

## Musicisti
- Frank Sinatra - voce;
- Nelson Riddle - arrangiamenti.